# Кюлетский 2-й наслег
Кюлетский 2-й наслег — сельское поселение в Вилюйском улусе Якутии Российской Федерации.
Административный центр — село Кюлекянь.

## История
Статус и границы сельского поселения установлены Законом Республики Саха (Якутия) от 30 ноября 2004 года N 173-З N 353-III «Об установлении границ и о наделении статусом городского и сельского поселений муниципальных образований Республики Саха (Якутия)».
В апреле 2016 года жители наслега выступили с заявлением отложить запуск ракеты с космодрома «Восточный» из-за «предстартового стрессового состояния населения». По их словам, народ до сих пор помнит «случай «злого рока», когда над нашим посёлком взорвалась ракета-носитель «Р-7» с космическим аппаратом «Луна-1», запущенный с космодрома Байконур 4 декабря 1958 года».

## Население
| 2002 | 2010 | 2011 | 2012 | 2013 | 2014 | 2015 |
| ---- | ---- | ---- | ---- | ---- | ---- | ---- |
| 428  | ↘412 | ↗413 | ↘412 | ↘397 | ↘395 | →395 |
| 2016 | 2017 | 2018 | 2019 | 2020 | 2021 |      |
| ↘389 | ↗391 | ↘373 | ↘370 | →370 | ↗375 |      |

### Известные люди
В наслеге в 1928 году родился Иванов, Спиридон Алексеевич — советский и российский учёный.

## Состав сельского поселения
| № | Населённый пункт | Тип населённого пункта       | Население |
| - | ---------------- | ---------------------------- | --------- |
| 1 | Кюлекянь         | село, административный центр | ↗375      |